# Tarrant Launceston
Tarrant Launceston è un villaggio e parrocchia civile dell'Inghilterra, appartenente alla contea del Dorset.